# 梧根场站
梧根場站（：／ Ogeunjang yeok */?）是忠北線沿線的一座鐵路車站，位於韓國忠清北道清州市清原區外南洞，有無窮花號列車停靠。

## 車站結構
站體為2面4線的雙島式月台，目前僅使用內側兩面月台。

### 月台配置
| ↑ 清州      |
| １ \| ２ \| |
| 清州機場 ↓  |

| 月台 | 路線   | 車種     | 目的地                    |
| ---- | ------ | -------- | ------------------------- |
| 1    | 忠北線 | 無窮花號 | 往 鳥致院、大田、首爾方向 |
| 2    | 忠北線 | 無窮花號 | 往 曾坪、忠州、堤川方向   |

## 历史
- 1923年5月1日：落成使用。
- 1980年10月12日：车站翻新。

## 相鄰車站
韓國鐵道公社
忠北線
清州－梧根場－清州機場